# Фумон Сёдзю Накагава
Фумон Сёдзю Накагава (яп. 中川 正壽 Накагава Сёдзю, р. 1947) — японский, немецкий деятель буддизма, наставник и писатель. Глава Дайхидзан Фумон-дзи, буддийского центра и монастыря Сото-дзэн в Эйзенбухе, Эрльбах, Верхняя Бавария.

## Биография
Накагава Сёдзю изучал философию и буддологию в Токио. В 1970 году он принял монашество в школе Сото-дзэн. Его личными учителями были Токугэн Сакаи и Кавасэ Гэнко, прямые ученики Кодо Саваки. Затем он прошёл курс монастырского обучения в Эйхэй-дзи, главном монастыре школы Сото.
Накагава — уполномоченный представитель японской школы Сото-дзэн за рубежом. Он также член ордена Interbeing, основанного Тхить Нят Ханем.
С 1979 года он проживает в Германии, где в 1996 году основал буддийский центр и монастырь Дайхидзан Фумон-дзи. Это один из первых официальных монастырей Сото-дзэн в Европе. Этот монастырь наследует линию передачи учения напрямую от Эйхэй-дзи.
Так же является настоятелем храма Синрю в Токио.